# Ruta Provincial 11 (Santa Cruz)
La Ruta Provincial 11 es una carretera de Argentina que comienza en la Ruta Nacional 40 al sudoeste de la provincia de Santa Cruz. Su recorrido total es de 107 kilómetros completamente de asfalto. Teniendo como extremos la Ruta Nacional 40 al este y el Glaciar Perito Moreno en el oeste.
La ruta bordea la costa sur del Lago Argentino, siendo esta el único acceso por tierra a la ciudad de El Calafate. Para acceder al Glaciar Perito Moreno, la ruta ingresa al Parque Nacional Los Glaciares bordeando el Brazo Rico.

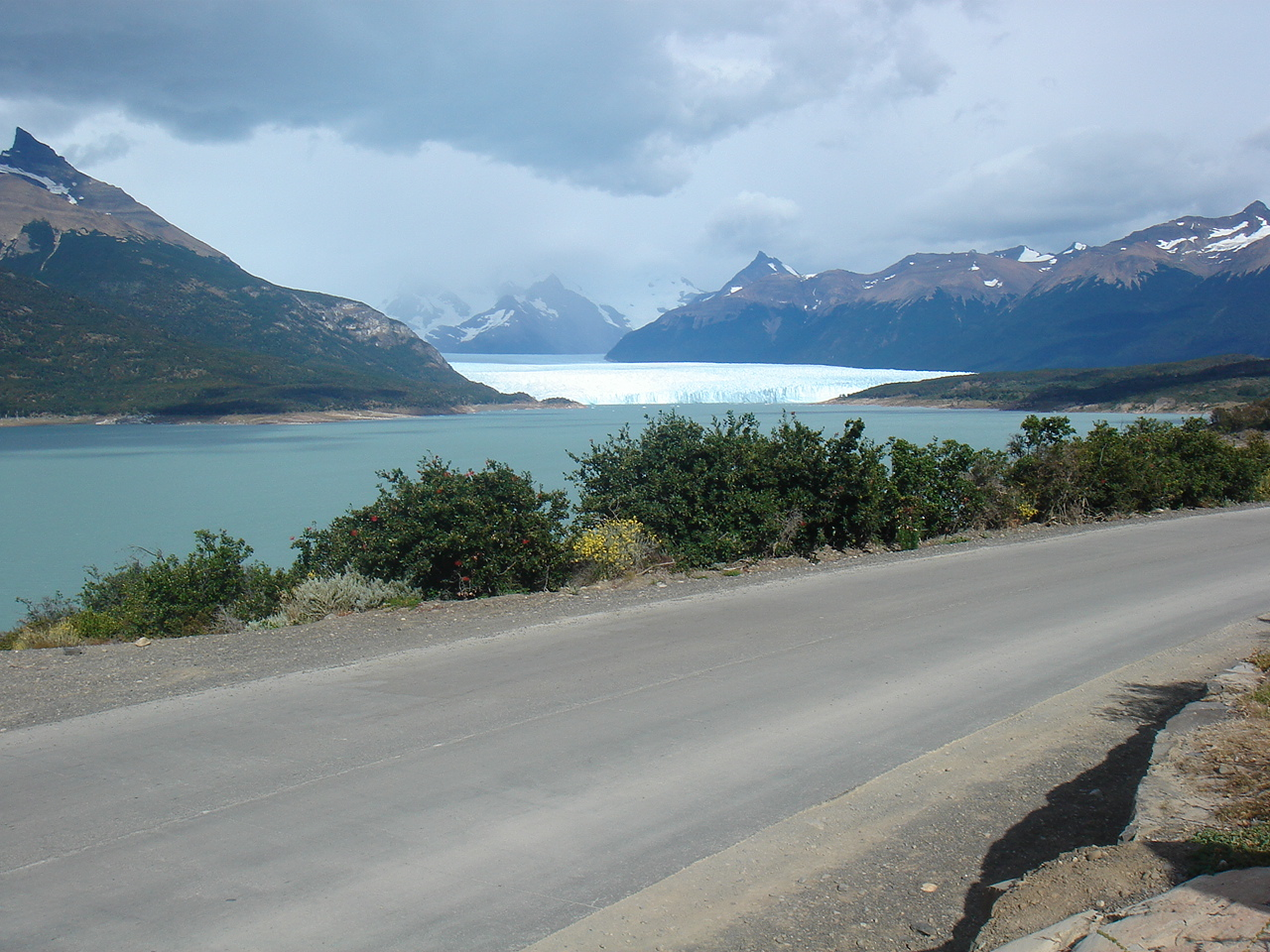
La ruta en la curva de los suspiros por su paso en el Parque Nacional Los Glaciares